# Pirnaer Schützengilde
Die Pirnaer Schützengilde (PSG) wurde erstmals 1464 urkundlich erwähnt und zählt damit zu den ältesten Schützenvereinen Deutschlands. Sie diente der Stadt Pirna zum Schutz vor feindlichen Übergriffen und Plünderungen. Ihre Mitglieder genossen seinerzeit ein hohes Ansehen. Als später die Schutzfunktion von Landwehren übernommen wurde, entwickelte sich die PSG zu einem Verein zur Pflege von Tradition und Brauchtum.
Alljährlicher Höhepunkt war das Vogelschießen mit Volksfestcharakter. Bereits im 16. Jahrhundert fand es in Pirna am Schifftor statt. Das im 19. Jahrhundert geschleifte Schifftor stand nordöstlich der Altstadt am heutigen Steinplatz und war der Durchlass der Langen Straße.
Auf der großen Wiese vor dem Schifftor (die als „Habe“ bezeichnet wurde) lagen die Vogelstange und das Schießhaus. Im Jahr 1901 wurde das Vogelschießen ans andere Elbufer nach Copitz verlegt, daher noch heute der Name „Vogelwiese“. Mit der Krönung des jeweiligen Schützenkönigs fanden die Feierlichkeiten ihren Abschluss. Bedeutung und Umfang dieser Ereignisse zeigt ein historischer Zeitungsausschnitt von 1904 und ein Festprogrammblatt von 1926.
Ab dem Jahr 1939 kam das Vereinsleben nach der Machtergreifung der Nationalsozialisten zum Erliegen. Im Oktober 1945 wurde die Pirnaer Schützengilde mit dem SMAD-Befehl 124/126 verboten.
Das Schützenhaus (heutiges Hanno-Günther-Heim) und Grundstücke auf der Hohen Straße wurden enteignet. 1951 wurden sie auf Grund einer Verfügung der Stadt Pirna als Volkseigentum übergeben, danach verkaufte die Stadt diese Liegenschaften an Privatpersonen. Rückübertragung oder Rückerwerb waren so nach Neugründung der Pirnaer Schützengilde 1991 nicht mehr möglich.
Die letzte Königskette der PSG, gestiftet 1909, befindet sich heute wieder im Besitz des Vereins. Sie wurde von Manfred Werner aus Pirna von 1942 bis zum Jahr 2000 aufbewahrt. Er hatte sie von seinem Großvater, der selbst Schützenbruder war, geerbt.
Nach Hinweisen eines Pirnaer Bürgers sollte sich die historische Vereinsfahne bis 1978 im Dachboden eines Wohnhauses auf der Gartenstraße befunden haben. Mit dem Wechsel des Eigentümers verliert sich jede Spur. Eine neue Vereinsfahne wurde deshalb 1991 erstellt.